# 39 Геркулеса
39 Геркулеса (лат. 39 Herculis, HD 150682) — тройная звезда в созвездии Геркулеса на расстоянии приблизительно 142 световых лет (около 43,4 парсек) от Солнца. Возраст звезды определён как около 1,7 млрд лет.

## Характеристики
Первый компонент (HD 150682Aa) — жёлто-белая звезда спектрального класса F3V:, или F2III, или F2IV, или F2V, или F2, или F4V. Видимая звёздная величина звезды — +5,925m. Масса — около 1,3 солнечной, радиус — около 1,97 солнечного, светимость — около 6,3 солнечных. Эффективная температура — около 6250 K.
Второй компонент (HD 150682Ab) — жёлто-белая звезда спектрального класса F3V:, или F5. Масса — около 1,34 солнечной. Орбитальный период — около 2,308 суток.
Третий компонент (WDS J16416+2655B). Удалён на 0,4 угловой секунды.

## Планетная система
В 2019 году учёными, анализирующими данные проектов HIPPARCOS и Gaia, у звезды обнаружена планета.